# Ciclismo en los Juegos Olímpicos de Pekín 2008 – Ruta femenina
La prueba en ruta femenina, que formó parte del programa olímpico de ciclismo de los Juegos Olímpicos de Pekín 2008, se celebró el 10 de agosto de 2008 en un circuito urbano por la ciudad de Pekín. Tomaron parte en la prueba un total de 66 ciclistas en representación de 33 países. Fue la séptima ocasión en que se celebró una prueba de ciclismo en ruta femenino en unos Juegos Olímpicos, siendo el recorrido de mayor distancia que en las seis ocasiones precedentes. El Circuito Urbano de Ciclismo, una de las 9 sedes temporales de los Juegos, donde se celebró la prueba tenía una longitud de 102,6 kilómetros, pero los últimos 23,8 kilómetros se recorrieron dos veces por lo que la distancia total fue de 126,4 kilómetros, menos de la mitad que la prueba masculina.
La fuerte lluvia que cayó durante la prueba ocasionó serías dificultades a las participantes. en la última vuelta se formó en cabeza de carrera un grupo de cinco ciclistas que llegaron juntas hasta el sprint final, donde la británica Nicole Cooke se impuso al resto para lograr la medalla de oro. La medalla lograda por Cooke se convirtió en la medalla de oro número 200 del deporte británico en unos Juegos Olímpicos y la primera en Pekín. Emma Johansson de Suecia y Tatiana Guderzo de  Italia, finalizaron en segunda y tercera posición respectivamente con el mismo tiempo que la vencedora.
En el marco de la prueba se produjo también el primer positivo de esa edición de los Juegos Olímpicos, puesto que el 11 de agostó se reveló que la ciclista española María Isabel Moreno que había abandonado Pekín el 31 de julio alegando una crisis de ansiedad había dado positivo por EPO en un control. Esto redujo el número de participantes a 66, una menos que en los Juegos Olímpicos de Atenas 2004.

## Clasificación
La edición de los Juegos Olímpicos de 2008 supuso la séptima ocasión en que se disputaba una prueba de ciclismo en ruta femenina en unos juegos Olímpicos. La participación estaba restringida a tres ciclistas por país, en el caso de aquellos países situados dentro de los 16 primeros del Ranking UCI a fecha de 1 de junio de 2008, y a un máximo de dos en el caso de los países situados entre los puestos 17 y 24. Aquellos Comités Olímpicos Nacionales que tenían un ciclista dentro de los 100 primeros de la clasificación de la UCI recibieron una plaza, esta plaza fue restada a los países situados entre los puestos 17 y 24, en orden inverso a dicha clasificación, siempre y cuando estas ciclistas se hubieran clasificado a través de la Copa del Mundo de 2008. Se otorgaron otras tres plazas, para aquellos Comités Olímpicos Nacionales que no habían obtenido plaza por alguno de los otros medios, en función de los resultados en el Campeonato del Mundo B. De esta forma obtuvieron la clasificación las ciclistas  Gu Sun-Geun, Hae Ok-Jeong y Thatsani Wichana, de las que solo Gu Sun-Geun fue elegida por su Comité Olímpico Nacional para representar a su país en los Juegos. El 5 de junio de 2008, 66 eran las ciclistas que estaban clasificadas para participar en los Juegos,  del máximo de 67 que había fijado el COI. Pero aunque los Comités Olímpicos de China y Australia, podían seleccionar tres ciclistas para los Juegos, al final solo seleccionaron dos por lo que quedaron disponibles tres plazas. Sudáfrica (18.ª) y Nueva Zelanda (19.ª) recibieron una plaza en función de sus clasificaciones en el ranking UCI saltándose a Venezuela ya que esos países tenían 1 ciclista entre las 20 primeras de la Copa del Mundo, mientras que Mauricio recibió la última plaza disponible por invitación directa. Al final en la prueba solo tomaron parte 66 ciclistas puesto que la española María Isabel Moreno abandonó Pekín días antes de la prueba, tras dar positivo en un control antidopaje.

## Antecedentes
Judith Arndt, de Alemania, que había obtenido la medalla de plata en los Juegos de Atenas era la principal favorita para ganar la carrera. Arndt había logrado la victoria en una prueba de la Copa del Mundo celebrada en Montreal poco antes del comienzo de los Juegos, y su estado de forma era excelente. Otras favoritas eran la líder del Ranking UCI, la neerlandesa Marianne Vos, la británica Nicole Cooke, quien había declarado que tenía una mayor confianza en su equipo que en 2004 cuando finalizó quinta en Ciclismo en ruta femenino en los Atenas y Noemi Cantele de Italia. El equipo australiano también se encontraba entre los favoritos a medalla puesto que estaba formado por Sara Carrigan, que defendía el título olímpico logrado cuatro años antes, Oenone Wood , ganadora del Campeonato de Australia de ese año,  y Katherine Bates. La última parte de la carrera presentaba algunas rampas de elevada pendiente, por lo que se suponía que las favoritas a priori eran aquellas ciclistas especialistas en montaña como Cooke, Vos, o Susanne Ljungskog.
Aunque no era favorita para la obtención de medalla, la francesa Jeannie Longo de 49 años de edad y campeona olímpica en Atlanta en 1996 tomaba parte en la prueba en la que era su séptima participación olímpica desde Los Ángeles 1984.
Muchas ciclistas esperaban unas condiciones climatológicas tropicales durante la carrera por lo que adecuaron su entrenamiento a esta situación. Por ejemplo, Marianne Vos se preparó en El Salvador. Otro de los inconvenientes con los que las participantes contaban eran los posibles problemas ocasionados por los elevados niveles de contaminación. Pero finalmente y aunque el 10 de agosto los niveles de contaminación excedían los recomendados por la Organización Mundial de la Salud, la lluvia caída durante la carrera los redujo significativamente.
En la prueba masculina celebrada un día antes la humedad y el calor habían supuesto el mayor problema para los ciclistas. Por ello y para compensar el calor esperado algunas de las participantes decidieron no utilizar camisetas interiores bajo el maillot. Esta decisión resultó ser errónea puesto que la tempertaura fue de 19 °C frente a los 26 °C del día anterior y la lluvia y los fuertes vientos marcaron el desarrollo de la competición, resultando unas condiciones muy difererentes de las esperadas.

## Circuito

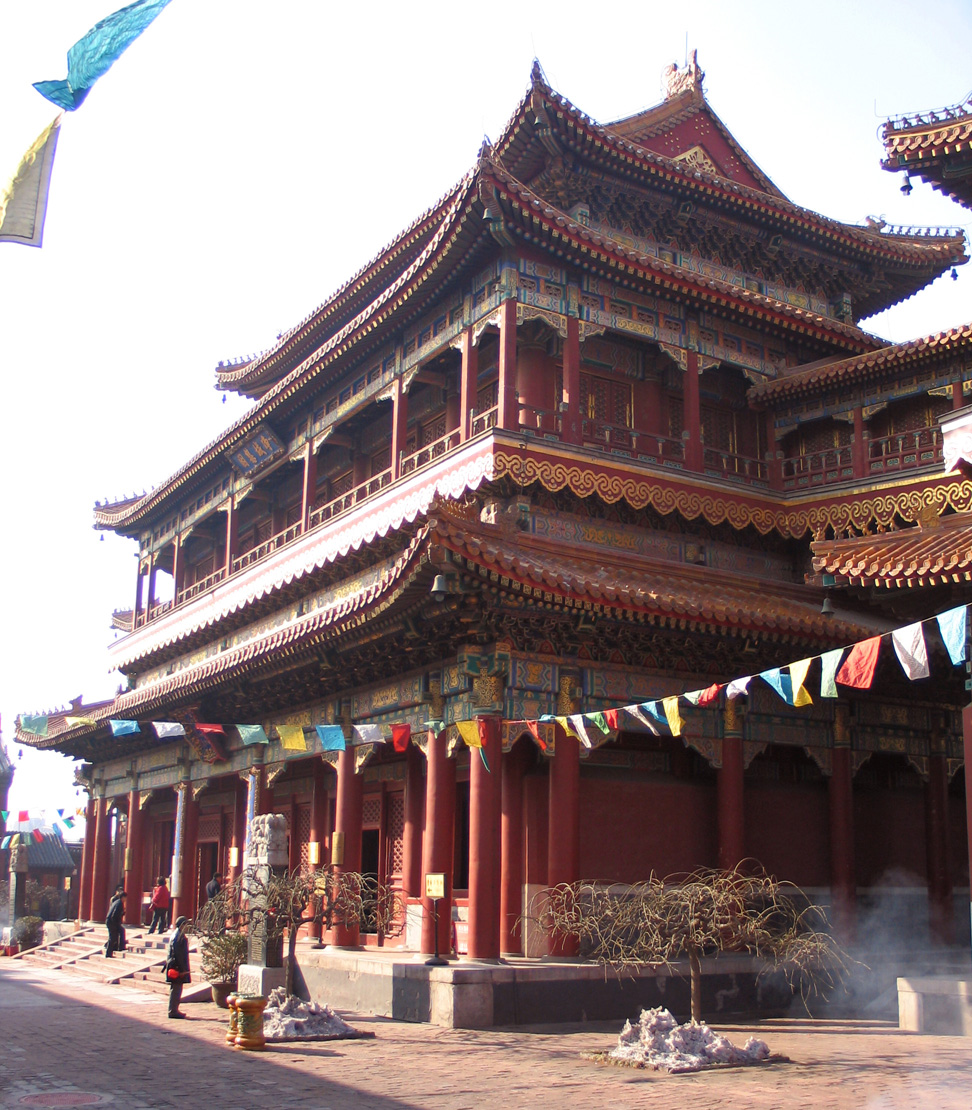
El Templo Yonghe.

La carrera tuvo lugar en el Circuito Urbano de Ciclismo, una de las nueve sedes temporales de los Juegos, que tenía un recorrido de 102,6 kilómetros. Al contrario que en los Juegos Olímpicos precedentes el inicio y el final de la carrera no se encontraban en el mismo lugar.

## Dopaje
El día siguiente a la disputa de la prueba, un portavoz del Comité Olímpico Internacional anunció que la ciclista española María Isabel Moreno había sido la primera deportista de esa edición de los Juegos en dar positivo en un control antidopaje.
Moreno había sido sometida a un control de orina el 31 de julio, día de su llegada a Pekín, y ese mismo día había volado de regreso a Madrid alegando una crisis de ansiedad no regresando posteriormente a Pekín para disputar la prueba. El control de orina detectó la presencia de EPO, lo que llevó al COI a retirar a Moreno su acreditación para los Juegos. Posteriormente la UCI confirmó el positivo. Un mensaje de Moreno en su web oficial declaraba que la ciclista "no se sentía preparada para justificar o explicar su abandono de la villa olímpica".
Precisamente Moreno acumulaba 217 de los 421 puntos de España a fecha 1 de junio lo que en caso de haber dado positivo un año antes España habría tenido dos representantes menos (1 en vez de 3 -aunque realmente salieron 2 debido al abandono previo de la mencionada ciclista-) al situarse en ese caso en el puesto 23 del Ranking UCI, siendo las perjudicadas Venezuela que podría haber alineado a una tercera ciclista y México que podría haber alineado a una segunda ciclista.

## Clasificación final
La notación "s.t." indica que la ciclista cruzó la línea de meta en el mismo grupo que la ciclista justo anterior que presenta un tiempo completo.
| Posición | Ciclista                       | Tiempo  |
| -------- | ------------------------------ | ------- |
| 1        | Nicole Cooke (GBR)             | 3:32:24 |
| 2        | Emma Johansson (SUE)           | s.t.    |
| 3        | Tatiana Guderzo (ITA)          | s.t.    |
| 4        | Christiane Soeder (AUT)        | 3:32:28 |
| 5        | Linda Villumsen (DIN)          | 3:32:32 |
| 6        | Marianne Vos (NED)             | 3:32:45 |
| 7        | Priska Doppmann (SUI)          | s.t.    |
| 8        | Paulina Brzezna (POL)          | s.t.    |
| 9        | Edita Pucinskaite (LTU)        | s.t.    |
| 10       | Zulfiya Zabirova (KAZ)         | s.t.    |
| 11       | Jolanta Polikevičiūtė (LTU)    | s.t.    |
| 12       | Yulia Martisova (RUS)          | s.t.    |
| 13       | Christel Ferrier Bruneau (FRA) | s.t.    |
| 14       | Maryline Salvetat (FRA)        | s.t.    |
| 15       | Noemi Cantele (ITA)            | s.t.    |
| 16       | Gao Min (CHN)                  | 3:32:52 |
| 17       | Leigh Hobson (CAN)             | s.t.    |
| 18       | Nicole Brändli (SUI)           | s.t.    |
| 19       | Anna Sanchis (ESP)             | s.t.    |
| 20       | Trixi Worrack (ALE)            | s.t.    |
| 21       | Susanne Ljungskog (SUE)        | s.t.    |
| 22       | Yevgeniya Vysotska (UCR)       | 3:32:55 |
| 23       | Emma Pooley (GBR)              | s.t.    |
| 24       | Jeannie Longo (FRA)            | 3:32:57 |
| 25       | Kristin Armstrong (USA)        | 3:33:07 |
| 26       | Anita Valen de Vries (NOR)     | 3:33:17 |
| 27       | Modesta Vžesniauskaite (LTU)   | s.t.    |
| 28       | Joanne Kiesanowski (NZL)       | s.t.    |
| 29       | Oenone Wood (AUS)              | s.t.    |
| 30       | Grete Treier (EST)             | s.t.    |
| 31       | Miho Oki (JAP)                 | s.t.    |

| Posición | Ciclista                            | Tiempo  |
| -------- | ----------------------------------- | ------- |
| 32       | Tatiana Stiajkina (UCR)             | s.t.    |
| 33       | Amber Neben (USA)                   | s.t.    |
| 34       | Marissa van der Merwe (RSA)         | s.t.    |
| 35       | Sharon Laws (GBR)                   | s.t.    |
| 36       | Mirjam Melchers (NED)               | s.t.    |
| 37       | Erinne Willock (CAN)                | 3:33:23 |
| 38       | Sara Carrigan (AUS)                 | 3:33:25 |
| 39       | Hanka Kupfernagel (ALE)             | s.t.    |
| 40       | Natalia Boyarskaya (RUS)            | 3:33:45 |
| 41       | Judith Arndt (ALE)                  | 3:33:51 |
| 42       | Oksana Kashchyshyna (UKR)           | 3:34:13 |
| 43       | Alexandra Burchenkova (RUS)         | 3:36:32 |
| 44       | Lieselot Decroix (BEL)              | 3:36:35 |
| 45       | Alessandra Giusseppina Grassi (MEX) | s.t.    |
| 46       | Monika Schachl (AUT)                | 3:36:37 |
| 47       | Chantal Beltman (NED)               | 3:37:02 |
| 48       | Meng Lang (CHN)                     | 3:37:42 |
| 49       | Sigrid Corneo (SLO)                 | 3:39:29 |
| 50       | Alexandra Wrubleski (CAN)           | 3:39:36 |
| 51       | Clemilda Fernandes (BRA)            | 3:41:01 |
| 52       | Christine Thorburn (USA)            | 3:41:08 |
| 53       | Catherine Cheatley (NZL)            | s.t.    |
| 54       | Danielys García (VEN)               | 3:43:25 |
| 55       | Marta Vilajosana (ESP)              | s.t.    |
| 56       | Sara Mustonen (SUE)                 | s.t.    |
| 57       | Angie González (VEN)                | s.t.    |
| 58       | Gu Sun-Geun (KOR)                   | 3:45:59 |
| 59       | Cherise Taylor (RSA)                | 3:48:33 |
| 60       | Yumari González (CUB)               | 3:51:39 |
| 61       | Chanpeng Nontasin (THA)             | 3:51:51 |
| 62       | Aurélie Halbwachs (MRI)             | 3:52:11 |

- Fuente: Resultados oficiales[24]

### Abandonos
Cualquier ciclista que fuera doblada por la líder de la carrera quedaba descalificada, aunque esta situación no llegó a producirse en la carrera.
Cuatro ciclistas no finalizaron la prueba:
1. Son Hee-Jung (KOR) (caída)[26]

1. Vera Carrara (ITA)  (retirada tras 3:03 horas de carrera)[27]

1. Katherine Bates (AUS)  (retirada tras 3:03 horas de carrera)[27]

1. Jennifer Hohl (SUI)  (caída)[28]